# 東京高等地方簡易裁判所合同庁舎
東京高等地方簡易裁判所合同庁舎（とうきょうこうとうちほうかんいさいばんしょごうどうちょうしゃ、英語：Courthouse of Tokyo High Court, Tokyo District Court, and Tokyo Summary Court）は、日本の裁判所の合同庁舎である。東京高等・地方・簡易裁判所合同庁舎、東京高等・地方・簡易裁判所庁舎とも表記される。国有資産の公開情報によれば「東京高等・地方・簡易裁判所庁舎」が正式名称であるが、裁判所HPや建築雑誌、各省庁の資料等で表記揺れが発生している。職員数は2133人である。

## 概要
東京高等裁判所、東京地方裁判所、東京簡易裁判所が入居する、高さ92メートル、地上19階・地下3階の合同庁舎である。内部に設置された法廷の数は150を超え、一日当たりの利用者数は1万人を超えるとされている。
日本の裁判所で最初に庁舎入口に金属探知機ゲートと手荷物検査のためのX線手荷物検査機を常時設置した裁判所である。裁判所職員、検察庁職員、法務省職員、弁護士、司法修習生以外の一般人は、金属探知機ゲートを通過し手荷物検査を受けないと中に入れない。なお、法曹関係者と一般人とでは、入場ゲートが異なる。

## 沿革
東京高等裁判所、東京地方裁判所、東京簡易裁判所の入居を目的に、旧「最高裁判所庁舎」跡地に合同庁舎が建設されることになった。最高裁判所を建築主とし、最高裁判所事務総局経理局営繕課が設計を、また、三井建設、鹿島建設、住友建設の3社が施工を行った。竣工日については、1983年とする資料、同年11月とする資料、1984年4月とする資料、同年5月とする資料がある。建築物としての評価は高く、1985年にBCS賞を受賞している。2005年に、東京高等裁判所の「特別の支部」として発足した知的財産高等裁判所もこの庁舎に入居していたが、2022年10月11日に中目黒へ移転した。

## 施設
利用者の利便性を図るため、低層階に法廷を配置し、高層階に事務室を配置するなどの配慮を取っている。また、旧最高裁判所庁舎の跡地に建設されたことから、かつて同庁舎に設置されていたシャンデリアが玄関ホールに移設されている。

## 名称
最高裁判所が運営する公式サイトでは「東京高等・地方・簡易裁判所合同庁舎」と表記している。そのほかにも中黒抜きで「東京高等地方簡易裁判所合同庁舎」と表記されたり、「合同」を略して「東京高等・地方・簡易裁判所庁舎」と表記されることもある。また、国の官庁営繕を所管する国土交通省のウェブサイトにおいても「東京高等・地方・簡易裁判所合同庁舎」と表記しているが、一方では、中黒抜きで「高等」を略して「東京地方簡易裁判所合同庁舎」とも表記している。英語での表記については「Courthouse of Tokyo High Court, Tokyo District Court, and Tokyo Summary Court」とされている。

## 入居機関

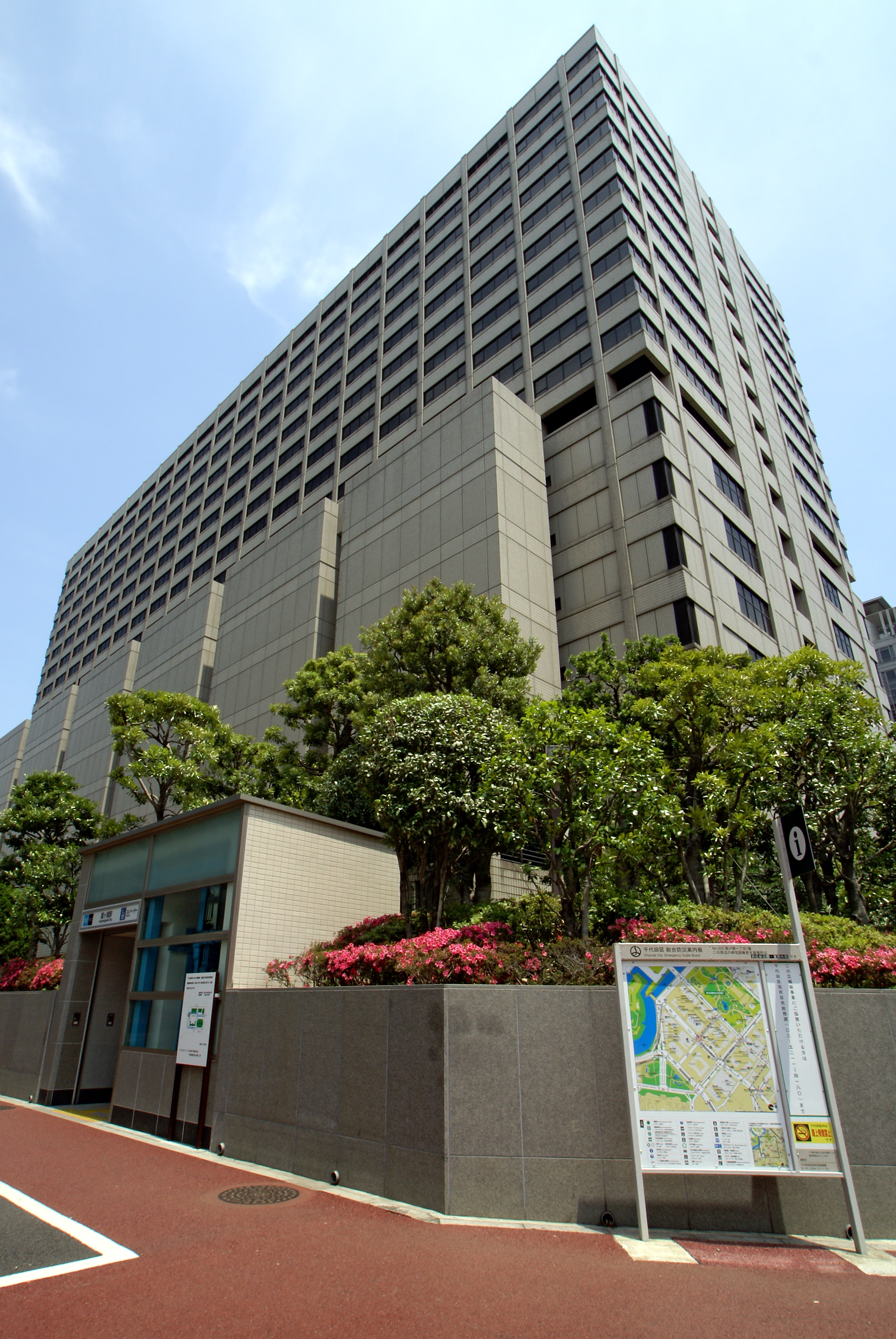
東京高等・地方・簡易裁判所合同庁舎

- 東京高等裁判所
本庁。
- 東京地方裁判所
本庁。ただし、民事第8部（商事）・民事第26部、民事第40部、民事第46部、民事第47部（知的財産権）・民事第20部（倒産）および民事第21部（執行）（代替執行係を除く）を除く。
- 東京簡易裁判所
刑事部（刑事第5室を除く）。

## 賞歴
- 1985年 - BCS賞。